# Elytroleptus similis
Elytroleptus similis là một loài bọ cánh cứng trong họ Cerambycidae.